# Joanne King
Joanne King (* 12. März 1976 in Geelong) ist eine ehemalige australische Triathletin. Sie ist Triathlon-Weltmeisterin (1998) und Ironman-Siegerin (1999).

## Werdegang
Joanne King wurde 1996 Junioren-Weltmeisterin im Triathlon und belegte in der Hauptklasse den 31. Rang.
1998 wurde sie dann in Lausanne Triathlon-Weltmeisterin auf der olympischen Distanz (1,5 km Schwimmen, 40 km Radfahren und 10 km Laufen) in der Elite-Klasse (Profis). Sie wurde trainiert von Brett Sutton.
Im Juni 1999 gewann sie den Ironman Europe und im Juli wurde sie Vizeweltmeisterin auf der Triathlon-Langdistanz. Beim Ironman Hawaii erzielte sie im Oktober mit dem neunten Rang ihre beste Platzierung.
Seit 2007 tritt sie nicht mehr international in Erscheinung.

## Sportliche Erfolge
| Datum/Jahr    | Rang | Wettbewerb                                    | Austragungsort | Zeit     | Bemerkung                                                                                      |
| ------------- | ---- | --------------------------------------------- | -------------- | -------- | ---------------------------------------------------------------------------------------------- |
| 29. Nov. 2003 | 4    | Laguna Phuket Triathlon                       | Phuket         |          |                                                                                                |
| 9. Nov. 2003  | 1    | ITU Triathlon Asian Cup                       | Singapur       | 02:15:11 |                                                                                                |
| 30. Nov. 2002 | 2    | Laguna Phuket Triathlon                       | Phuket         | 02:51:56 | [ 1 ]                                                                                          |
| 2001          | 1    | Canberra Half Ironman Triathlon               | Canberra       | 04:18:52 |                                                                                                |
| 10. Nov. 2001 | 1    | Laguna Phuket Triathlon                       | Phuket         | 02:51:26 | [ 2 ]                                                                                          |
| 30. Apr. 2000 | 21   | ITU Triathlon World Championships             | Perth          | 01:57:00 | Weltmeisterschaft auf der olympischen Distanz                                                  |
| 2. Dez. 2000  | 1    | Laguna Phuket Triathlon                       | Phuket         | 02:50:54 | [ 2 ]                                                                                          |
| 11. Sep. 1999 | 5    | ITU Triathlon World Championships             | Montreal       | 01:56:35 |                                                                                                |
| 9. Mai 1999   | 2    | OTU Triathlon Oceania Championships           | Mooloolaba     | 02:06:21 | Zweite der Ozeanischen Triathlon-Meisterschaft                                                 |
| 30. Aug. 1998 | 1    | ITU Triathlon World Championships             | Lausanne       | 02:07:24 | Weltmeisterin auf der olympischen Distanz (1,5 km Schwimmen, 40 km Radfahren und 10 km Laufen) |
| 24. Aug. 1996 | 31   | ITU Triathlon World Championships             | Cleveland      | 02:01:16 |                                                                                                |
| 24. Aug. 1996 | 1    | ITU Triathlon World Championship Junior Women | Cleveland      |          |                                                                                                |
| 12. Nov. 1995 | 22   | ITU Triathlon World Championship Junior Women | Cancún         | 02:20:22 |                                                                                                |

| Datum/Jahr    | Rang | Wettbewerb                                      | Austragungsort | Zeit     | Bemerkung                                       |
| ------------- | ---- | ----------------------------------------------- | -------------- | -------- | ----------------------------------------------- |
| 8. Apr. 2007  | 17   | Ironman Australia                               | Port Macquarie | 10:29:19 |                                                 |
| 18. Aug. 2002 | DNF  | Ironman Germany                                 | Frankfurt      | –        | [ 3 ] [ 4 ]                                     |
| 8. Apr. 2001  | 4    | Ironman Australia                               | Forster        | 09:37:13 |                                                 |
| 16. Okt. 2000 | 11   | Ironman Hawaii                                  | Hawaii         | 10:09:22 |                                                 |
| Okt. 1999     | 9    | Ironman Hawaii                                  | Hawaii         | 09:40:49 |                                                 |
| 11. Juli 1999 | 2    | ITU Long Distance Triathlon World Championships | Säter          | 06:22:20 | Triathlon-Vizeweltmeisterin auf der Langdistanz |
| 26. Sep. 1999 | 1    | Triathlon International de Nice                 | Nizza          | 06:56:13 |                                                 |
| 27. Juni 1999 | 1    | Ironman Europe                                  | Roth           | 09:26:59 | beste Laufzeit der Frauen (3:10:38)             |
| 2. Mai 1999   | 2    | Ironman Australia                               | Forster        |          |                                                 |
| 5. Apr. 1998  | 2    | Ironman Australia                               | Forster        | 09:16:33 |                                                 |

(DNF – Did Not Finish)